# Val-des-Marais
Val-des-Marais è un comune francese di 566 abitanti situato nel dipartimento della Marna nella regione del Grand Est.

## Società

### Evoluzione demografica
Abitanti censiti